# 1118
Portal Geschichte | Portal Biografien | Aktuelle Ereignisse | Jahreskalender | Tagesartikel

◄ |
11. Jahrhundert |
12. Jahrhundert
| 13. Jahrhundert | ►

◄ |
1080er |
1090er |
1100er |
1110er
| 1120er | 1130er | 1140er | ►

◄◄ |
◄ |
1114 |
1115 |
1116 |
1117 |
1118
| 1119 | 1120 | 1121 | 1122 | ► | ►►
Staatsoberhäupter  · Nekrolog
| Januar | Januar | Januar | Januar | Januar | Januar | Januar | Januar |
| Kw     | Mo     | Di     | Mi     | Do     | Fr     | Sa     | So     |
| ------ | ------ | ------ | ------ | ------ | ------ | ------ | ------ |
| 1      |        | 1      | 2      | 3      | 4      | 5      | 6      |
| 2      | 7      | 8      | 9      | 10     | 11     | 12     | 13     |
| 3      | 14     | 15     | 16     | 17     | 18     | 19     | 20     |
| 4      | 21     | 22     | 23     | 24     | 25     | 26     | 27     |
| 5      | 28     | 29     | 30     | 31     |        |        |        |

| Februar | Februar | Februar | Februar | Februar | Februar | Februar | Februar |
| Kw      | Mo      | Di      | Mi      | Do      | Fr      | Sa      | So      |
| ------- | ------- | ------- | ------- | ------- | ------- | ------- | ------- |
| 5       |         |         |         |         | 1       | 2       | 3       |
| 6       | 4       | 5       | 6       | 7       | 8       | 9       | 10      |
| 7       | 11      | 12      | 13      | 14      | 15      | 16      | 17      |
| 8       | 18      | 19      | 20      | 21      | 22      | 23      | 24      |
| 9       | 25      | 26      | 27      | 28      |         |         |         |

| März | März | März | März | März | März | März | März |
| Kw   | Mo   | Di   | Mi   | Do   | Fr   | Sa   | So   |
| ---- | ---- | ---- | ---- | ---- | ---- | ---- | ---- |
| 9    |      |      |      |      | 1    | 2    | 3    |
| 10   | 4    | 5    | 6    | 7    | 8    | 9    | 10   |
| 11   | 11   | 12   | 13   | 14   | 15   | 16   | 17   |
| 12   | 18   | 19   | 20   | 21   | 22   | 23   | 24   |
| 13   | 25   | 26   | 27   | 28   | 29   | 30   | 31   |

| April | April | April | April | April | April | April | April |
| Kw    | Mo    | Di    | Mi    | Do    | Fr    | Sa    | So    |
| ----- | ----- | ----- | ----- | ----- | ----- | ----- | ----- |
| 14    | 1     | 2     | 3     | 4     | 5     | 6     | 7     |
| 15    | 8     | 9     | 10    | 11    | 12    | 13    | 14    |
| 16    | 15    | 16    | 17    | 18    | 19    | 20    | 21    |
| 17    | 22    | 23    | 24    | 25    | 26    | 27    | 28    |
| 18    | 29    | 30    |       |       |       |       |       |

| Mai | Mai | Mai | Mai | Mai | Mai | Mai | Mai |
| Kw  | Mo  | Di  | Mi  | Do  | Fr  | Sa  | So  |
| 18  |     |     | 1   | 2   | 3   | 4   | 5   |
| 19  | 6   | 7   | 8   | 9   | 10  | 11  | 12  |
| 20  | 13  | 14  | 15  | 16  | 17  | 18  | 19  |
| 21  | 20  | 21  | 22  | 23  | 24  | 25  | 26  |
| 22  | 27  | 28  | 29  | 30  | 31  |     |     |
| --- | --- | --- | --- | --- | --- | --- | --- |

| Juni | Juni | Juni | Juni | Juni | Juni | Juni | Juni |
| Kw   | Mo   | Di   | Mi   | Do   | Fr   | Sa   | So   |
| ---- | ---- | ---- | ---- | ---- | ---- | ---- | ---- |
| 22   |      |      |      |      |      | 1    | 2    |
| 23   | 3    | 4    | 5    | 6    | 7    | 8    | 9    |
| 24   | 10   | 11   | 12   | 13   | 14   | 15   | 16   |
| 25   | 17   | 18   | 19   | 20   | 21   | 22   | 23   |
| 26   | 24   | 25   | 26   | 27   | 28   | 29   | 30   |

| Juli | Juli | Juli | Juli | Juli | Juli | Juli | Juli |
| Kw   | Mo   | Di   | Mi   | Do   | Fr   | Sa   | So   |
| ---- | ---- | ---- | ---- | ---- | ---- | ---- | ---- |
| 27   | 1    | 2    | 3    | 4    | 5    | 6    | 7    |
| 28   | 8    | 9    | 10   | 11   | 12   | 13   | 14   |
| 29   | 15   | 16   | 17   | 18   | 19   | 20   | 21   |
| 30   | 22   | 23   | 24   | 25   | 26   | 27   | 28   |
| 31   | 29   | 30   | 31   |      |      |      |      |

| August | August | August | August | August | August | August | August |
| Kw     | Mo     | Di     | Mi     | Do     | Fr     | Sa     | So     |
| ------ | ------ | ------ | ------ | ------ | ------ | ------ | ------ |
| 31     |        |        |        | 1      | 2      | 3      | 4      |
| 32     | 5      | 6      | 7      | 8      | 9      | 10     | 11     |
| 33     | 12     | 13     | 14     | 15     | 16     | 17     | 18     |
| 34     | 19     | 20     | 21     | 22     | 23     | 24     | 25     |
| 35     | 26     | 27     | 28     | 29     | 30     | 31     |        |

| September | September | September | September | September | September | September | September |
| Kw        | Mo        | Di        | Mi        | Do        | Fr        | Sa        | So        |
| --------- | --------- | --------- | --------- | --------- | --------- | --------- | --------- |
| 35        |           |           |           |           |           |           | 1         |
| 36        | 2         | 3         | 4         | 5         | 6         | 7         | 8         |
| 37        | 9         | 10        | 11        | 12        | 13        | 14        | 15        |
| 38        | 16        | 17        | 18        | 19        | 20        | 21        | 22        |
| 39        | 23        | 24        | 25        | 26        | 27        | 28        | 29        |
| 40        | 30        |           |           |           |           |           |           |

| Oktober | Oktober | Oktober | Oktober | Oktober | Oktober | Oktober | Oktober |
| Kw      | Mo      | Di      | Mi      | Do      | Fr      | Sa      | So      |
| ------- | ------- | ------- | ------- | ------- | ------- | ------- | ------- |
| 40      |         | 1       | 2       | 3       | 4       | 5       | 6       |
| 41      | 7       | 8       | 9       | 10      | 11      | 12      | 13      |
| 42      | 14      | 15      | 16      | 17      | 18      | 19      | 20      |
| 43      | 21      | 22      | 23      | 24      | 25      | 26      | 27      |
| 44      | 28      | 29      | 30      | 31      |         |         |         |

| November | November | November | November | November | November | November | November |
| Kw       | Mo       | Di       | Mi       | Do       | Fr       | Sa       | So       |
| -------- | -------- | -------- | -------- | -------- | -------- | -------- | -------- |
| 44       |          |          |          |          | 1        | 2        | 3        |
| 45       | 4        | 5        | 6        | 7        | 8        | 9        | 10       |
| 46       | 11       | 12       | 13       | 14       | 15       | 16       | 17       |
| 47       | 18       | 19       | 20       | 21       | 22       | 23       | 24       |
| 48       | 25       | 26       | 27       | 28       | 29       | 30       |          |

| Dezember | Dezember | Dezember | Dezember | Dezember | Dezember | Dezember | Dezember |
| Kw       | Mo       | Di       | Mi       | Do       | Fr       | Sa       | So       |
| -------- | -------- | -------- | -------- | -------- | -------- | -------- | -------- |
| 48       |          |          |          |          |          |          | 1        |
| 49       | 2        | 3        | 4        | 5        | 6        | 7        | 8        |
| 50       | 9        | 10       | 11       | 12       | 13       | 14       | 15       |
| 51       | 16       | 17       | 18       | 19       | 20       | 21       | 22       |
| 52       | 23       | 24       | 25       | 26       | 27       | 28       | 29       |
| 1        | 30       | 31       |          |          |          |          |          |

| Januar | Januar | Januar | Januar | Januar | Januar | Januar | Januar |
| Kw     | Mo     | Di     | Mi     | Do     | Fr     | Sa     | So     |
| ------ | ------ | ------ | ------ | ------ | ------ | ------ | ------ |
| 1      |        | 1      | 2      | 3      | 4      | 5      | 6      |
| 2      | 7      | 8      | 9      | 10     | 11     | 12     | 13     |
| 3      | 14     | 15     | 16     | 17     | 18     | 19     | 20     |
| 4      | 21     | 22     | 23     | 24     | 25     | 26     | 27     |
| 5      | 28     | 29     | 30     | 31     |        |        |        |

| Februar | Februar | Februar | Februar | Februar | Februar | Februar | Februar |
| Kw      | Mo      | Di      | Mi      | Do      | Fr      | Sa      | So      |
| ------- | ------- | ------- | ------- | ------- | ------- | ------- | ------- |
| 5       |         |         |         |         | 1       | 2       | 3       |
| 6       | 4       | 5       | 6       | 7       | 8       | 9       | 10      |
| 7       | 11      | 12      | 13      | 14      | 15      | 16      | 17      |
| 8       | 18      | 19      | 20      | 21      | 22      | 23      | 24      |
| 9       | 25      | 26      | 27      | 28      |         |         |         |

| März | März | März | März | März | März | März | März |
| Kw   | Mo   | Di   | Mi   | Do   | Fr   | Sa   | So   |
| ---- | ---- | ---- | ---- | ---- | ---- | ---- | ---- |
| 9    |      |      |      |      | 1    | 2    | 3    |
| 10   | 4    | 5    | 6    | 7    | 8    | 9    | 10   |
| 11   | 11   | 12   | 13   | 14   | 15   | 16   | 17   |
| 12   | 18   | 19   | 20   | 21   | 22   | 23   | 24   |
| 13   | 25   | 26   | 27   | 28   | 29   | 30   | 31   |

| April | April | April | April | April | April | April | April |
| Kw    | Mo    | Di    | Mi    | Do    | Fr    | Sa    | So    |
| ----- | ----- | ----- | ----- | ----- | ----- | ----- | ----- |
| 14    | 1     | 2     | 3     | 4     | 5     | 6     | 7     |
| 15    | 8     | 9     | 10    | 11    | 12    | 13    | 14    |
| 16    | 15    | 16    | 17    | 18    | 19    | 20    | 21    |
| 17    | 22    | 23    | 24    | 25    | 26    | 27    | 28    |
| 18    | 29    | 30    |       |       |       |       |       |

| Mai | Mai | Mai | Mai | Mai | Mai | Mai | Mai |
| Kw  | Mo  | Di  | Mi  | Do  | Fr  | Sa  | So  |
| 18  |     |     | 1   | 2   | 3   | 4   | 5   |
| 19  | 6   | 7   | 8   | 9   | 10  | 11  | 12  |
| 20  | 13  | 14  | 15  | 16  | 17  | 18  | 19  |
| 21  | 20  | 21  | 22  | 23  | 24  | 25  | 26  |
| 22  | 27  | 28  | 29  | 30  | 31  |     |     |
| --- | --- | --- | --- | --- | --- | --- | --- |

| Juni | Juni | Juni | Juni | Juni | Juni | Juni | Juni |
| Kw   | Mo   | Di   | Mi   | Do   | Fr   | Sa   | So   |
| ---- | ---- | ---- | ---- | ---- | ---- | ---- | ---- |
| 22   |      |      |      |      |      | 1    | 2    |
| 23   | 3    | 4    | 5    | 6    | 7    | 8    | 9    |
| 24   | 10   | 11   | 12   | 13   | 14   | 15   | 16   |
| 25   | 17   | 18   | 19   | 20   | 21   | 22   | 23   |
| 26   | 24   | 25   | 26   | 27   | 28   | 29   | 30   |

| Juli | Juli | Juli | Juli | Juli | Juli | Juli | Juli |
| Kw   | Mo   | Di   | Mi   | Do   | Fr   | Sa   | So   |
| ---- | ---- | ---- | ---- | ---- | ---- | ---- | ---- |
| 27   | 1    | 2    | 3    | 4    | 5    | 6    | 7    |
| 28   | 8    | 9    | 10   | 11   | 12   | 13   | 14   |
| 29   | 15   | 16   | 17   | 18   | 19   | 20   | 21   |
| 30   | 22   | 23   | 24   | 25   | 26   | 27   | 28   |
| 31   | 29   | 30   | 31   |      |      |      |      |

| August | August | August | August | August | August | August | August |
| Kw     | Mo     | Di     | Mi     | Do     | Fr     | Sa     | So     |
| ------ | ------ | ------ | ------ | ------ | ------ | ------ | ------ |
| 31     |        |        |        | 1      | 2      | 3      | 4      |
| 32     | 5      | 6      | 7      | 8      | 9      | 10     | 11     |
| 33     | 12     | 13     | 14     | 15     | 16     | 17     | 18     |
| 34     | 19     | 20     | 21     | 22     | 23     | 24     | 25     |
| 35     | 26     | 27     | 28     | 29     | 30     | 31     |        |

| September | September | September | September | September | September | September | September |
| Kw        | Mo        | Di        | Mi        | Do        | Fr        | Sa        | So        |
| --------- | --------- | --------- | --------- | --------- | --------- | --------- | --------- |
| 35        |           |           |           |           |           |           | 1         |
| 36        | 2         | 3         | 4         | 5         | 6         | 7         | 8         |
| 37        | 9         | 10        | 11        | 12        | 13        | 14        | 15        |
| 38        | 16        | 17        | 18        | 19        | 20        | 21        | 22        |
| 39        | 23        | 24        | 25        | 26        | 27        | 28        | 29        |
| 40        | 30        |           |           |           |           |           |           |

| Oktober | Oktober | Oktober | Oktober | Oktober | Oktober | Oktober | Oktober |
| Kw      | Mo      | Di      | Mi      | Do      | Fr      | Sa      | So      |
| ------- | ------- | ------- | ------- | ------- | ------- | ------- | ------- |
| 40      |         | 1       | 2       | 3       | 4       | 5       | 6       |
| 41      | 7       | 8       | 9       | 10      | 11      | 12      | 13      |
| 42      | 14      | 15      | 16      | 17      | 18      | 19      | 20      |
| 43      | 21      | 22      | 23      | 24      | 25      | 26      | 27      |
| 44      | 28      | 29      | 30      | 31      |         |         |         |

| November | November | November | November | November | November | November | November |
| Kw       | Mo       | Di       | Mi       | Do       | Fr       | Sa       | So       |
| -------- | -------- | -------- | -------- | -------- | -------- | -------- | -------- |
| 44       |          |          |          |          | 1        | 2        | 3        |
| 45       | 4        | 5        | 6        | 7        | 8        | 9        | 10       |
| 46       | 11       | 12       | 13       | 14       | 15       | 16       | 17       |
| 47       | 18       | 19       | 20       | 21       | 22       | 23       | 24       |
| 48       | 25       | 26       | 27       | 28       | 29       | 30       |          |

| Dezember | Dezember | Dezember | Dezember | Dezember | Dezember | Dezember | Dezember |
| Kw       | Mo       | Di       | Mi       | Do       | Fr       | Sa       | So       |
| -------- | -------- | -------- | -------- | -------- | -------- | -------- | -------- |
| 48       |          |          |          |          |          |          | 1        |
| 49       | 2        | 3        | 4        | 5        | 6        | 7        | 8        |
| 50       | 9        | 10       | 11       | 12       | 13       | 14       | 15       |
| 51       | 16       | 17       | 18       | 19       | 20       | 21       | 22       |
| 52       | 23       | 24       | 25       | 26       | 27       | 28       | 29       |
| 1        | 30       | 31       |          |          |          |          |          |

## Ereignisse

### Politik und Weltgeschehen

#### Seldschukenreich
- 5. April: Nach dem Tod von Sultan Muhammad I. Tapar kommt es zwischen seinem Sohn Mahmud II. und seinem Bruder Ahmad Sandschar zu Thronstreitigkeiten im Seldschukenreich.
- 6. August: Al-Mustarschid wird nach dem Tod seines Vaters al-Mustazhir bi-'llah 29. Kalif der Abbasiden. Wie seine Vorgänger steht er vorläufig unter der Oberherrschaft der Seldschuken.

#### Kreuzfahrerstaaten
- 2. April: Nach dem kinderlosen Tod Balduins I. wird sein Vetter Balduin von Bourcq, bisher Graf von Edessa, König von Jerusalem. Die Grafschaft Edessa übernimmt dessen Vetter Joscelin von Courtenay.

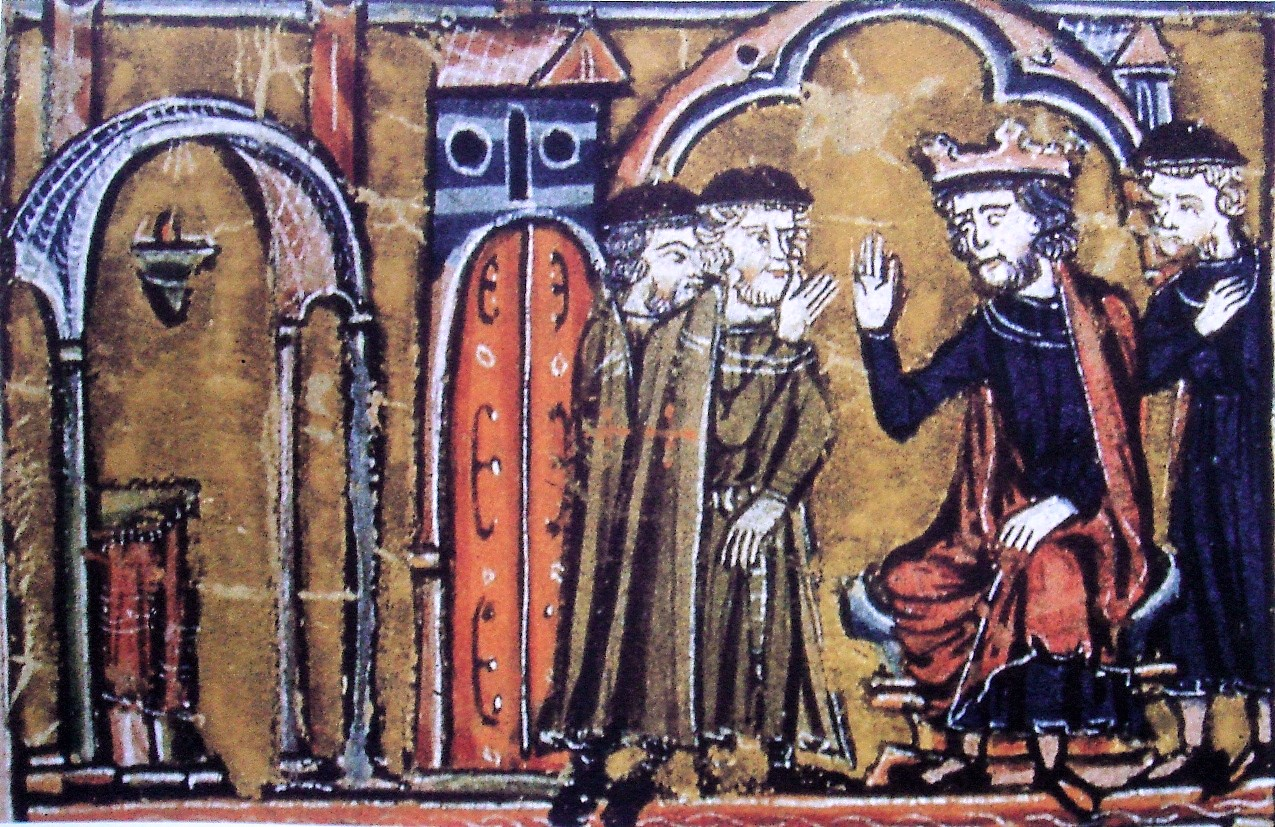
Gottfried von Saint-Omer und Hugo von Payns bei König Balduin II. von Jerusalem

- um 1118: Neun französische Kreuzritter, unter ihnen Hugo von Payns und Gottfried von Saint-Omer, gründen in Jerusalem die „Arme Ritterschaft Christi vom salomonischen Tempel“ (Templerorden).

#### Byzantinisches Reich
- 15. August: Nach dem Tod von Alexios I. aus der Herrscherdynastie der Komnenen folgt ihm sein ältester Sohn Johannes II. auf den Thron des Byzantinischen Reichs. Seine ältere Schwester Anna Komnena, die gerne ihren Mann Nikephoros Bryennios auf dem Thron sehen möchte, verschwört sich noch im gleichen Jahr mit ihrer Mutter Irene Dukaina gegen den neuen Kaiser. Die Verschwörung scheitert jedoch, auch weil Nikephoros selbst eine Thronbesteigung ablehnt. Anna und Irene werden in ein Kloster verbannt, ihr Vermögen eingezogen. Seine Unterstützer belohnt Johannes mit Titularposten, sein Jugendfreund Johannes Axuch wird Oberbefehlshaber der Armee.

#### Investiturstreit
- 24. Januar: Drei Tage nach dem Tod von Papst Paschalis II. wird Johannes von Gaeta zu seinem Nachfolger gewählt, ohne dass der gebannte Kaiser Heinrich V. in den Wahlvorgang einbezogen wird. Der neue Papst nimmt den Namen Gelasius II. an. Der Kaiser eilt unverzüglich nach Rom, um seine Ansprüche geltend zu machen, doch Gelasius II. flieht in seine Heimatstadt Gaeta, wo er am 10. März die päpstlichen Weihen empfängt.
- 8. März: Maurice Bourdin wird auf Veranlassung von Kaiser Heinrich V. zum Gegenpapst gewählt und wählt den Namen Gregor VIII.
- 28. Juli: Auf der Synode von Fritzlar wird der päpstliche Bann gegen Kaiser Heinrich V. erneuert und Fürstbischof Otto von Bamberg wegen seiner Kaisertreue im Investiturstreit seines Amtes enthoben. Norbert von Xanten, der nachmalige Gründer des Prämonstratenserordens und spätere Erzbischof von Magdeburg verteidigt sich erfolgreich gegen den Vorwurf der Ketzerei.

#### Reconquista

Karte des maurischen Saraqusta (dunkles orange)

- 18. Dezember: Das Heer von Alfons I. erobert im Rahmen der Reconquista nach längerer Belagerung die von den Almoraviden gehaltene Stadt Saragossa. Der König bestimmt den Ort zur neuen Hauptstadt von Aragonien. Die Stadt bleibt von da an in christlicher Hand. Siedler in den wiedereroberten Gebieten erhalten Sonderrechte. Die Taifa von Saragossa geht damit endgültig unter. Der frühere Emir Abd al-Malik Imad ad-Daula wird in seiner Festung Rueda geduldet.

#### Weitere Ereignisse in West- und Mitteleuropa
- Ordelaffo Falier fällt in der Schlacht von Zadar gegen die Ungarn. Zu seinem Nachfolger als Doge von Venedig wird Domenico Michiel gewählt. Im Gegensatz zu seinem Vorgänger setzt Michiel anfangs stärker auf den diplomatischen Weg und verhandelt mit dem Königreich Ungarn. So kommt es zu einem Vertrag, der fünf Jahre lang Bestand hat. Dieser lässt Venedig im Besitz von Zara, der großen Inseln des Quarnero und weiterer Städte in Dalmatien. Infolgedessen führte der Doge weiterhin den Titel eines dux Croatiae.
- Das irische Königreich Munster wird durch den siegreichen König von Connacht in die Fürstentümer Thomond (Nord-Munster) und Desmond (Süd-Munster) geteilt.
- Zwischen Pisa und Genua bricht der 14-jährige Krieg aus. Die zwei Seerepubliken streiten um die Seeherrschaft und beide beanspruchen die oberste Macht über die Inseln Korsika und Sardinien. Kriegsgrund ist ein päpstliches Edikt, das die Vormachtstellung über Korsika der Pisaner Kirche verleiht.

#### Urkundliche Ersterwähnungen
- Die Stadt Zwickau (Zcwickaw) wird erstmals urkundlich erwähnt, ebenso die Stadt Wolfenbüttel (als Wulferesbutle).

### Wissenschaft und Technik
- Der persische Astronom und Physiker Al-Khazini erstellt am Observatorium in Nischapur (Iran, gegründet 1074) einen Sternkatalog.

### Religion
- Papst Gelasius II. weiht die in Bau befindliche Kathedrale von Genua.

## Geboren

### Geburtsdatum gesichert
- 28. November: Manuel I. Komnenos, Kaiser des Byzantinischen Reichs († 1180)
- 21. Dezember: Thomas Becket, englischer Lordkanzler und Erzbischof von Canterbury († 1170)

### Genaues Geburtsdatum unbekannt
- Gyeltsha Rinchen Gön, tibetischer Buddhist († 1195)
- Heinrich I., Propst des Klosterstifts Berchtesgaden († 1196)
- Nur ad-Din, Herrscher von Syrien († 1174)
- Gualdim Pais, portugiesischer Kreuzritter († 1195)
- Ahmed Rifai, islamischer Mystiker und Gründer des Rifai-Ordens († 1182)
- Roger III., Herzog von Apulien († 1148 oder 1149)
- Hartwig I. von Stade, Erzbischof von Hamburg-Bremen († 1168)
- Saigyō, japanischer Poet und Mönch († 1190)
- Taira no Kiyomori, japanischer General († 1181)

## Gestorben

### Todesdatum gesichert
- 21. Januar: Raniero di Bieda, unter dem Namen Paschalis II. Papst der katholischen Kirche
- 19. März: Burchard von Holte, Bischof von Münster
- 2. April: Balduin von Boulogne, Graf von Verdun, ein Anführer des ersten Kreuzzugs, Graf von Edessa, später König von Jerusalem (* nach 1060)
- 5. April: Muhammad I. Tapar, Sultan der Großseldschuken (* 1082)
- 18. April: Adelheid von Savona, Gräfin und Regentin von Sizilien sowie Königin von Jerusalem (* 1072)
- 18. April: Wilhelm, Graf von Évreux
- 1. Mai: Edith von Schottland, erste Ehefrau des englischen Königs Heinrich I. (* um 1080)
- 5. Juni: Robert I., Graf von Meulan (* zwischen 1040 und 1050)
- 7. Juli: Florentius von Worcester, englischer Benediktinermönch und Chronist
- 6. Juli: Dmitr Sawiditsch, Statthalter von Nowgorod
- 22. Juli: Hermann von Spanheim, Graf von Spanheim und Burggraf von Magdeburg
- 6. August: Al-Mustazhir, Kalif der Abbasiden (* 1078)
- 15. August: Alexios I. Komnenos, Kaiser des Byzantinischen Reichs (* 1057)
- 28. November: Philippa von Toulouse, Gräfin von Toulouse aus eigenem Recht (* um 1073)

### Genaues Todesdatum unbekannt
- Anseau de Garlande, Seneschall von Frankreich
- Arnulf von Chocques, Kleriker, Teilnehmer des ersten Kreuzzugs und Lateinischer Patriarch von Jerusalem
- Gissur Ísleifsson, Bischof von Island (* 1042)
- Neusurpa Yeshe Bar, tibetischer Buddhist (* 1042)
- Philipp, König von Schweden

### Gestorben um 1118
- 1117/1118: Ordelaffo Falier, Doge von Venedig
- Milon II., Herr von Montlhéry